# ماريو سيلفا (سياسي)
ماريو سيلفا هو سياسي كندي، ولد في 11 يونيو 1966 في الأزور في البرتغال. حزبياً، نشط في الحزب الليبرالي الكندي. وقد انتخب عضو مجلس العموم الكندي عن دائرة Davenport (federal electoral district) ‏ (28 يونيو 2004 – 2 مايو 2011).